# Peninsula Lake, Ontario
Peninsula Lake är en sjö i Kanada.   Den ligger i District Municipality of Muskoka och provinsen Ontario, i den sydöstra delen av landet, 270 km väster om huvudstaden Ottawa. Peninsula Lake ligger 290 meter över havet.